# Č̓
Cette page contient des caractères spéciaux ou non latins. S’ils s’affichent mal (▯, ?, etc.), consultez la page d’aide Unicode.
Č̓ (minuscule : č̓), appelé C caron virgule suscrite ou C hatchek virgule suscrite, est une lettre utilisée dans l’écriture du comox, du kalispel, du lushootseed, du nuuchahnulth et de l’umatilla.
Elle est formée de la lettre C diacritée d'un hatchek et d’une virgule suscrite. Elle est parfois aussi utilisée dans l’écriture du klallam ou du spokane comme alternative au C caron virgule suscrite à droite ‹ č̕ ›. Elle ne doit pas être confondue avec la lettre C caron accent aigu ‹ č́ ›.

## Représentations informatiques
Le C caron virgule suscrite peut être représenté avec les caractères Unicode suivants :
- composé et normalisé NFC (latin étendu A)[1],[2] :

| formes    | représentations | chaînes de caractères | points de code | descriptions                                                |
| --------- | --------------- | --------------------- | -------------- | ----------------------------------------------------------- |
| capitale  | Č̓               | Č◌̓                    | U+010C U+0313  | lettre majuscule latine c caron diacritique virgule en chef |
| minuscule | č̓               | č◌̓                    | U+010D U+0313  | lettre minuscule latine c caron diacritique virgule en chef |

- décomposé et normalisé NFD (latin de base, diacritiques) :

| formes    | représentations | chaînes de caractères | points de code       | descriptions                                                            |
| --------- | --------------- | --------------------- | -------------------- | ----------------------------------------------------------------------- |
| capitale  | Č̓               | C◌̌◌̓                   | U+0043 U+030C U+0313 | lettre majuscule latine c diacritique caron diacritique virgule en chef |
| minuscule | č̓               | c◌̌◌̓                   | U+0063 U+030C U+0313 | lettre minuscule latine c diacritique caron diacritique virgule en chef |